# Martinópole
Martinópole là một đô thị thuộc bang Ceará, Brasil. Đô thị này có diện tích 298,948 km², dân số năm 2007 là 10304 người, mật độ 34,47 người/km².